# Narayanpur (Sarlahi)
Narayanpur – gaun wikas samiti w środkowej części Nepalu  w strefie Dźanakpur w dystrykcie Sarlahi. Według nepalskiego spisu powszechnego z 2001 roku liczył on 436 gospodarstw domowych i 2553 mieszkańców (1223 kobiet i 1330 mężczyzn).